# Eric Heisserer
Eric Andrew Heisserer (Norman, 30 aprile 1970) è uno sceneggiatore, regista e produttore cinematografico statunitense.

## Biografia
La carriera di Heisserer come sceneggiatore professionale ha avuto inizio nel 2005 con la vendita alla Warner Bros. di The Dionaea House, sceneggiatura basata sull'omonimo racconto che aveva scritto nell'ottobre del 2004.
In seguito ha scritto un episodio pilota per Paramount Pictures e CBS, e ha sviluppato vari progetti per Jerry Bruckheimer Films e Warner Bros.
Nel dicembre del 2008 Heisserer è stato scelto per sceneggiare Nightmare, remake del film  Nightmare - Dal profondo della notte del 1984, sulla base di una precedente bozza scritta da Wesley Strick.
In seguito ha sceneggiato La cosa, prequel dell'omonimo film del 1982 diretto da John Carpenter. Nell'aprile del 2010 è stato scelto per sceneggiare il film Final Destination 5.
Heisserer ha debuttato come regista con il film Hours (2013), da lui scritto, che vede come attore protagonista Paul Walker.
In seguito ha sceneggiato il film horror Lights Out - Terrore nel buio (2016), diretto da David F. Sandberg, e il film di fantascienza Arrival (2016) di Denis Villeneuve.

## Vita privata
Nel 2010 Heisserer si è sposato con la sceneggiatrice e produttrice televisiva Christine Boylan.

## Filmografia

### Sceneggiatore
- Stranger Adventures - serie TV, 1 episodio (2006)
- Nightmare (A Nightmare on Elm Street), regia di Samuel Bayer (2010)
- Final Destination 5, regia di Steven Quale (2011)
- La cosa (The Thing), regia di Matthijs van Heijningen Jr. (2011)
- Hours, regia di Eric Heisserer (2013)
- Lights Out - Terrore nel buio (Lights Out), regia di David F. Sandberg (2016)
- Arrival, regia di Denis Villeneuve (2016)
- Extinction, regia di Ben Young (2018)
- Bird Box, regia di Susanne Bier (2018)
- Bloodshot, regia di Dave Wilson (2020)

### Regista
- Hours (2013)

### Produttore
- Lights Out - Terrore nel buio (Lights Out), regia di David F. Sandberg (2016)

### Ideatore
- Tenebre e ossa (Shadow and Bone) – serie TV (2021)